# Teqvoly

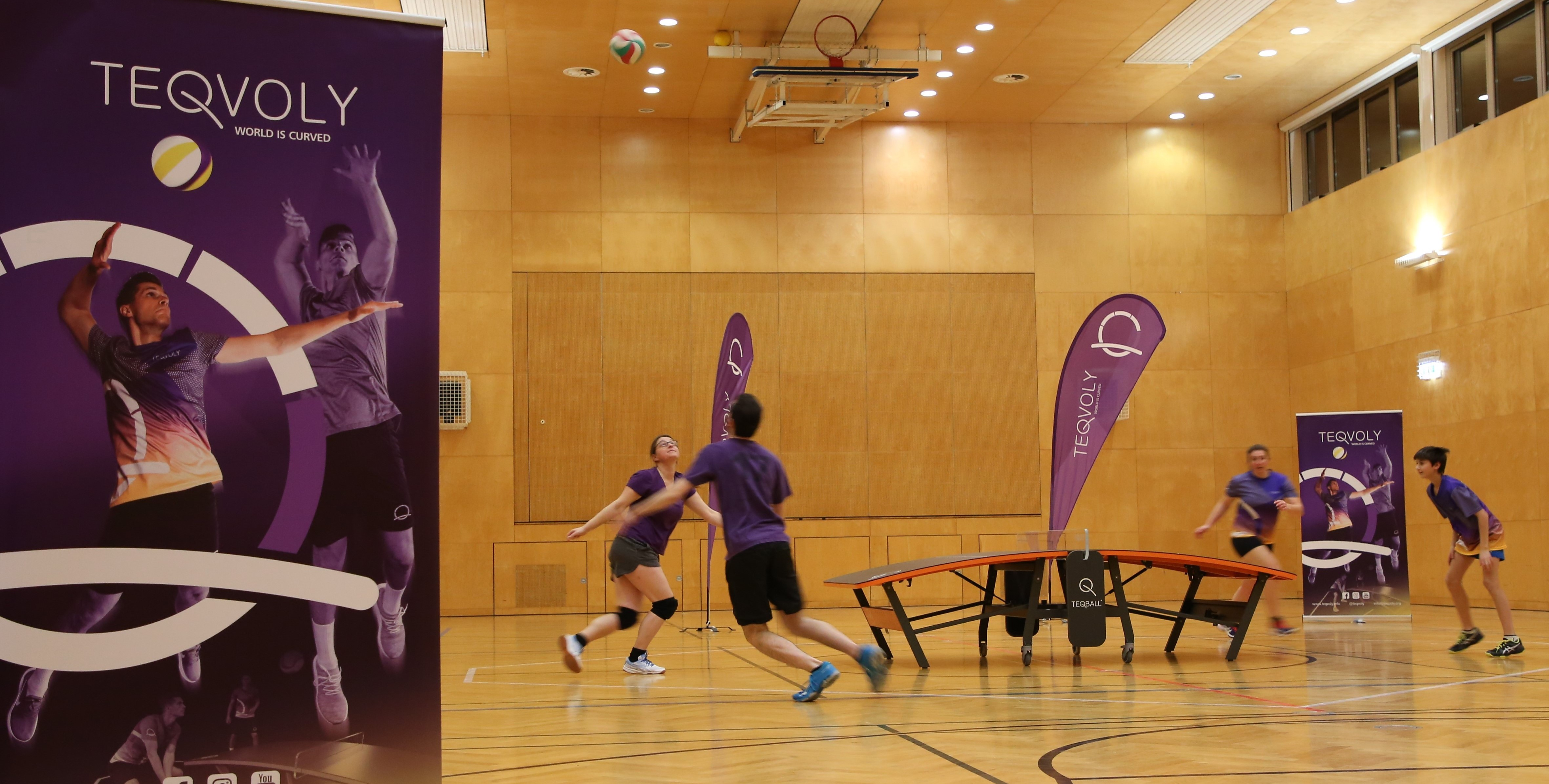
Rywalizacja w siatkówkę stołową

Teqvoly – marka sprzętu sportowego należąca do Teqball Holding promująca dyscyplinę sportu zwaną siatkówką stołową (ang. table volleyball) łączącą elementy tenisa stołowego, futmesy i siatkówki. 
Sport pochodzi z Węgier i pierwsze mistrzostwa świata w nim zostały rozegrane w 2019 roku. W rywalizacji biorą udział dwie drużyny złożone z dwóch graczy. Stół Teqvoly jest podobny do stołu do gry w futmese. Każda drużyna może mieć maksymalnie trzy dotknięcia przed podaniem piłki na powierzchnię stołu przeciwnika. 
Sama nazwa Teqvoly jest zastrzeżonym znakiem towarowym. 